# Banikane Narhawa
Banikane Narhawa is een gemeente (commune) in de regio Timboektoe in Mali. De gemeente telt 21.300 inwoners (2009).